# 玉娇龙
《玉娇龙》是通俗文学作家聂云岚根据王度庐《卧虎藏龙》以“改写”署名创作的小说，于1983年在《今古传奇》杂志开始连载，署名“聂云岚改写”。获得成功后，聂云岚又继续根据王度庐后续小说《铁骑银瓶》创作了《春雪瓶》。
《玉娇龙》共出版三次，1985年中国文联出版公司出版，统一书号: 10355-407。1993年中国文联出版公司再版， ISBN：9787505917811。2000年湖北人民出版社再版，ISBN: 9787505901087。

## 改写侵权
1983年，聂云岚在《今古传奇》杂志上连载其改写自王度庐《卧虎藏龙》但未署名原著的小说《玉娇龙》，大获成功后，又将《铁骑银瓶》改写成《春雪瓶》，均没有注明改写自哪部作品、原作者是谁。1987年王度庐遗孀李丹荃发现后交涉反对，聂云岚致歉承认是“始作俑者”，经杂志社调解，李丹荃出于同情未再追究。
2000年李安电影上映后，《卧虎藏龙》故事升温。湖北人民出版社在2000年8月出版了聂云岚“编著”的《玉娇龙》、《春雪瓶》，四川红都影视有限公司开始筹拍电视剧《玉娇龙—春雪瓶》。
最终王度庐家属于2001年4月起诉湖北人民出版社，出版社辩称早年发表未遭异议即视为许可。北京海淀区法院于2001年9月一审判决出版社败诉，认定其侵犯了王度庐的著作权及继承人的权益，需停止侵权、道歉并赔偿。出版社不服提出上诉，认为主要责任在于作者聂云岚的侵权过错，希望原告方将聂云岚也作为被告。最终，双方经协商于2002年春节前达成和解：出版社支付近10万元赔偿金，并在《光明日报》公开刊登了“致歉声明”。